# Établissement rural de Gontcharovo (oblast de Léningrad)
L'établissement rural de Gontcharovo est une entité municipale de Russie formée en 2006, du raïon de Vyborg dans l'oblast de Léningrad. Son siège administratif est la localité de Gontcharovo.

## Politique administration
La municipalité est un établissement rural, qui a été créé en 2006. Elle possède sa propre douma et un chef de l'administration,.

## Population
Recensements (*) et estimations de la population,:
| 2010* | 2021* | 2023  | - |
| ----- | ----- | ----- | - |
| 9 519 | 8 618 | 8 569 | - |

## Localités
| Localité      | Nom russe     | Statut       | Population 2010 | Population 2021 |
| ------------- | ------------- | ------------ | --------------- | --------------- |
| Barychevo     | Барышево      | possiolok    | 314             |                 |
| Vechtchevo    | Вещево        | village-gare | 1626            |                 |
| Vechtchevo    | Вещево        | possiolok    | 71              |                 |
| Gavrilovo     | Гаврилово     | possiolok    | 1561            |                 |
| Gvardeïskoïe  | Гвардейское   | possiolok    | 334             |                 |
| Gontcharovo   | Гончарово     | possiolok    | 1493            |                 |
| Granitnoïe    | Гранитное     | possiolok    | 12              |                 |
| Jitkovo       | Житково       | possiolok    | 950             |                 |
| Zverevo       | Зверево       | possiolok    | 51              |                 |
| Kouzminskoïe  | Кузьминское   | possiolok    | 59              |                 |
| Lebedevka     | Лебедевка     | village-gare | 120             |                 |
| Ovsovo        | Овсово        | possiolok    | 78              |                 |
| Paltsevo      | Пальцево      | possiolok    | 65              |                 |
| Perovo        | Перово        | possiolok    | 2070            |                 |
| Smirnovo      | Смирново      | possiolok    | 6               |                 |
| Tolokonnikovo | Толоконниково | possiolok    | 8               |                 |
| Oulybino      | Улыбино       | possiolok    | 34              |                 |
| Tcherkassovo  | Черкасово     | possiolok    | 667             |                 |